# 心斑绿蟌
心斑绿蟌（学名：Enallagma cyathigerum）是豆娘的一种，分布於欧洲。此物种体长32－35毫米，在除冰岛外的欧洲大部分地区都很常见。

## 特征
心斑绿蟌易与天藍細蟌（Coenagrion puella）混淆，但心斑绿蟌的背部和胸部蓝色多於黑色，另一种正好相反。另外一点明显的不同是在胸部侧面，心斑绿蟌只有一条黑色条纹，而其他所有的蓝色豆娘都有两条。
在交尾期间，雄性扣住雌性的颈部，而雌性弯曲身体，与雄性的繁殖器官接合。豆娘伴侣一起飞过水面，并把卵产在水面下合适的植物上。
卵孵化後的幼虫称为若虫，它们继续在水下生活一段时间，以小型水生动物为食。若虫最後会沿一条合适的茎爬出水面，然後脱皮蜕变成心斑绿蟌。

## 习性

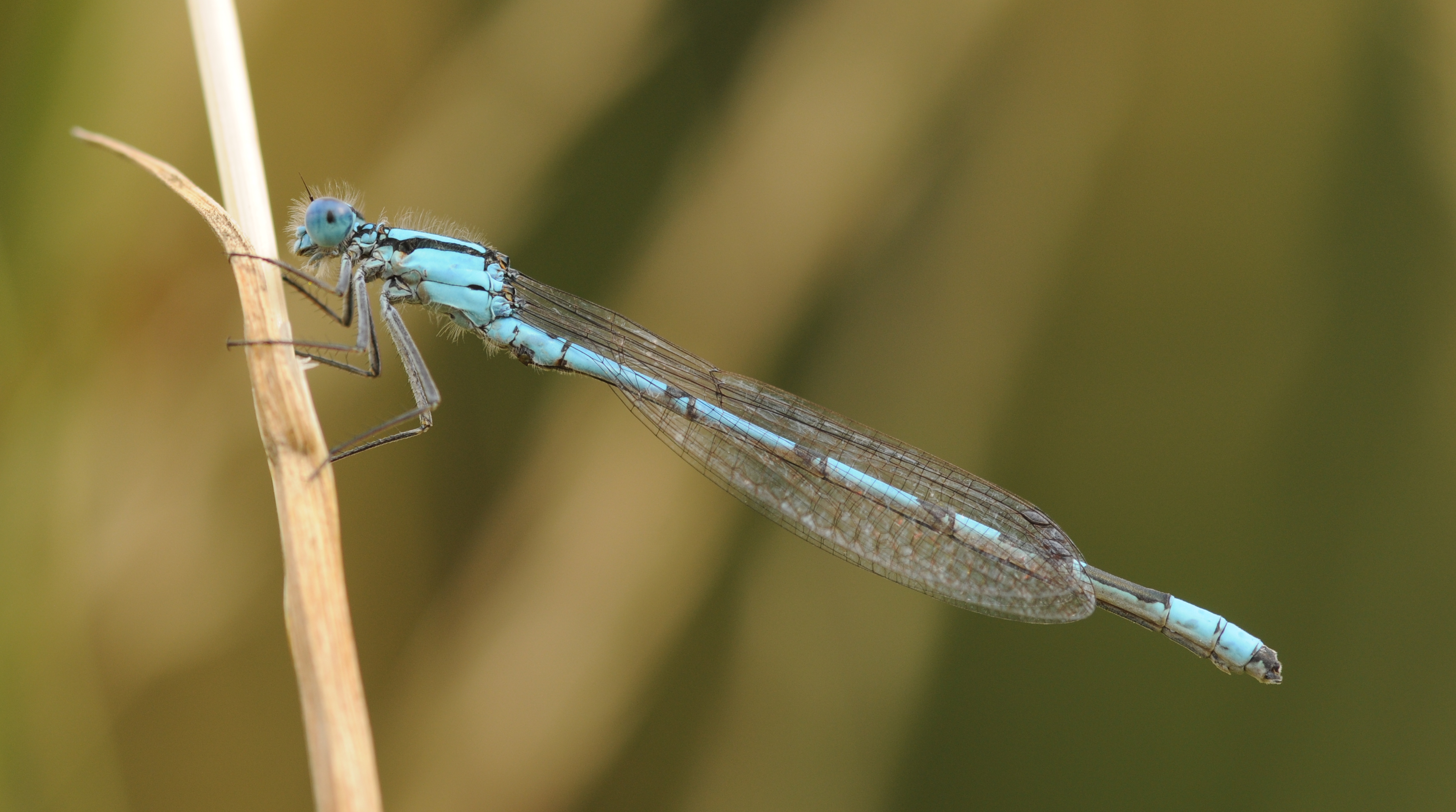

这种小型亮丽的豆娘在英国很常见，它们生活在多种栖息地，包括小池塘、河流等，在湖泊和水库周围最为常见。
心斑绿蟌需要仔细辨认才能与天藍細蟌（Coenagrion puella）区分开。它们能在芦苇丛中低空飞行，并且能轻松的在水面上飞出芦苇丛，而青細蟌没有如此的飞行技巧。它们的体色比青細蟌亮丽。它们很容易接近，但如果是要把它们和天藍細蟌分辨开的话，则需要知道它们的典型区别。